# Municipio de Ohio (Iowa)
El municipio de Ohio (en inglés: Ohio Township) es un municipio ubicado en el condado de Madison en el estado estadounidense de Iowa. En el año 2010 tenía una población de 962 habitantes y una densidad poblacional de 10,86 personas por km².

## Geografía
El municipio de Ohio se encuentra ubicado en las coordenadas 41°12′10″N 93°50′38″O / 41.20278, -93.84389. Según la Oficina del Censo de los Estados Unidos, el municipio tiene una superficie total de 88.62 km², de la cual 88,62 km² corresponden a tierra firme y (0 %) 0 km² es agua.

## Demografía
Según el censo de 2010, había 962 personas residiendo en el municipio de Ohio. La densidad de población era de 10,86 hab./km². De los 962 habitantes, el municipio de Ohio estaba compuesto por el 97,71 % blancos, el 0,42 % eran afroamericanos, el 0,21 % eran amerindios, el 0,31 % eran asiáticos, el 0,21 % eran de otras razas y el 1,14 % eran de una mezcla de razas. Del total de la población el 0,31 % eran hispanos o latinos de cualquier raza.